# 784
سنة 784 م كانت سنة كبيسة تبدأ يوم الخميس (الرابط يظهر نموذج التقويم الكامل للسنة) من التقويم اليولياني. بدأت تسمية السنة ب784 منذ العصور الوسطى المبكرة، عندما أصبح تقويم أنو دوميني هو الأسلوب السائد في أوروبا لتسمية السنوات.

## مواليد
- محمد بن سعد البغدادي

## وفيات
- إبراهيم بن طهمان
- عبد الرحمن بن رستم مؤسس الدولة الرستمية بشمال أفريقيا
- فيرغيليوس سالزبورغ